# Parlamentní volby ve Španělsku 2011
Parlamentní volby ve Španělsku v roce 2011 se konaly 20. listopadu 2011. Rozhodovalo se v nich o novém složení Generálních kortesů Španělského království. Obměňováno bylo 350 křesel v Kongresu poslanců a 208 z 266 křesel v Senátu. Jednalo se o předčasné volby vyvolané španělským socialistickým premiérem Josém Luisem Rodríguezem Zapaterem. Řádným termínem by býval byl duben 2012. Zapatero se k tomuto kroku odhodlal z důvodu čím dál více klesající popularity jeho vlády kvůli rozsáhlé hospodářské krizi.
Ve volební kampani dominovala výhradně ekonomická témata, zejména boj s vysokou mírou nezaměstnanosti a rostoucím veřejným dluhem. Předvolební průzkumy indikovaly vítězství pravicové Lidové strany (PP) nad dosavadní Španělskou socialistickou dělnickou stranou (PSOE), jejíž vláda se pomalu a jistě začala právě z důvodu špatně vedené hospodářské politiky čím dál méně stabilní, a navíc ztrácela podporu značné části španělského elektorátu kvůli škrtům, k nimž se musela právě z důvodu nemožnosti plnit své dřívější předvolební sliby spočívající například v plné zaměstnanosti atd. V květnu 2011 se například uskutečnilo několik masivních protestů pod taktovkou Hnutí 15-M, což se projevilo i na volebních výsledcích v regionálních a provincionálních volbách téhož roku, v nichž vládní PSOE utržila dramatickou porážku. 21. října oznámila baskická separatistická organizace ETA trvalé pozastavení své činnosti, díky čemuž se ve Španělsku poprvé od přechodu k demokracii uskutečnily volby bez teroristických útoků.
Španělská vláda PSOE tehdy zažila nejhorší volební výsledek pro vládnoucí stranu od voleb v r. 1982. Ztratila přízeň 4,3 milionů voličů, což je nejhorší výsledek od prvních demokratických voleb v r. 1977 po pádu Frankova režimu. Opoziční a druhá dominantní a tradičně pravicová španělská politická strana PP Mariana Rajoye získala rekordní absolutní většinu, čímž dosáhla nejen historického úspěchu, ale i druhého největšího volebního výsledku v historii demokratického Španělska. PSOE rovněž také ztratilo značnou část podpory v Andalusii a Katalánsku, kde většího úspěchu dosáhla nacionalistická Konvergence a unie (CiU). Nejinak tomu bylo i v Baskicku a Navarre, kde naopak zase uspěla Amaiur. S úspěchem se setkala i Sjednocená levice, která se od voleb v r. 1996 setkala s prvním historickým úspěchem za 15 let. Očekávání překonala také Unie, progresivita a demokracie (UPyD), kterou volilo více než milion voličů, ale kvůli chybějícím procentům se jí navzdory zisku 5 poslaneckých křesel nepodařilo získat status skupiny.
Současný předseda lidovců Pablo Casado byl také tou dobou poprvé zvolen poslancem.